# چیهارو ناکامورا
چیهارو ناکامورا (انگلیسی: Chiharu Nakamura؛ زادهٔ ۲۵ آوریل ۱۹۸۸) بازیکن راگبی ۷ نفره اهل ژاپن است.
وی در مسابقات کشوری و بین‌المللی در مجموع برندهٔ ۱ مدال طلا، ۱ مدال نقره شده‌است.